# Ohrenbach
Ohrenbach ist eine Gemeinde im Landkreis Ansbach in Mittelfranken und zählt zur Metropolregion Nürnberg. Die Gemeinde ist Mitglied der Verwaltungsgemeinschaft Rothenburg ob der Tauber. Sie ist von der Einwohnerzahl die kleinste und zugleich die nördlichste Gemeinde im Landkreis Ansbach.

## Geografie

### Geografische Lage
Ohrenbach liegt etwa zehn Kilometer nördlich von Rothenburg ob der Tauber, etwa acht Kilometer westlich von Burgbernheim, etwa neun Kilometer südlich von Uffenheim und etwa 13 km östlich von Creglingen auf einer etwas welligen Hochebene des Unteren Keupers (Lettenkohlenkeuper) auf Muschelkalkuntergrund. Südlich von Habelsee wird der harte Muschelkalk in einem Schotterwerk abgebaut. Das um 410 m hoch liegende Gebiet entwässert nach Osten über den Seebach zum Regnitz-Zufluss Aisch, nach Süden über den Steinbach und nach Südwesten den Gickelhäuser Bach zur Tauber sowie nach Westen über den Harbach sowie nach Norden über deren Oberläufe Gailshofenerbach sowie Grimmelbach zum Tauber-Zufluss Steinach.
Das Gemeindegebiet besteht größtenteils aus ackerbaulich genutzter Flur, in die einige kleine Waldinseln eingestreut sind. Der namengebende Hauptort liegt am Oberlauf (Bodenwiesgraben) des nordwärts laufenden Gailshofenerbachs.

### Gemeindegliederung
Die Gemeinde hat sieben Gemeindeteile (in Klammern ist der Siedlungstyp angegeben):
- Gailshofen (Dorf)
- Gumpelshofen (Dorf)
- Habelsee (Kirchdorf)
- Oberscheckenbach (Kirchdorf)
- Ohrenbach (Pfarrdorf) mit Landthurm
- Reichardsroth (Kirchdorf)
- Seemühle (Einöde)

Es gibt auf dem Gemeindegebiet die Gemarkungen Habelsee, Oberscheckenbach und Ohrenbach. Die Gemarkung Ohrenbach hat eine Fläche von 11,446 km² und ist in 1189 Flurstücke aufgeteilt, die eine durchschnittliche Fläche von 9626,87 m² haben. In ihr liegen neben dem namensgebenden Ort die Gemeindeteile Gailshofen und Reichardsroth.

### Nachbargemeinden
Nachbargemeinden sind (von Norden beginnend im Uhrzeigersinn): Uffenheim, Gallmersgarten, Burgbernheim, Steinsfeld, Adelshofen

### Klima

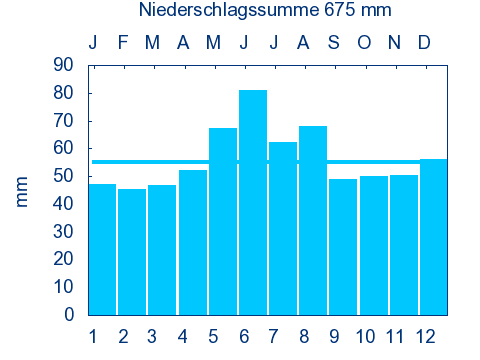
Diagramm Niederschlagsmittelwerte Ohrenbach für den Zeitraum von 1961–1990
Niederschlagsdiagramm für Ohrenbach (blaue Kurve) vor den Mittelwerten (Quantilen) für Deutschland (grau)

In Ohrenbach beträgt die durchschnittliche Niederschlagsmenge im Jahr 675 mm.

## Geschichte
Der Ort wurde 1290 als „Orenbach“ erstmals urkundlich erwähnt. Der Ortsname leitet sich von einem gleichlautenden Gewässernamen ab (heute Bodenwiesgraben genannt), dessen Bestimmungswort Ohorn (fränkisch für Ahorn) ist. Es wurde demnach ein mit Ahornbäumen gesäumter Bach bezeichnet.
Die St.-Michaels-Kirche war ursprünglich eine Filiale der St.-Peter-und-Paul-Kirche in Langensteinach. Ab 1307 übte das Heilsbronner Kloster das Patronat aus. Im Jahre 1449 wurde Ohrenbach vom damaligen Abt Kötzler zur Pfarrei erhoben.
Im Bauernkrieg von 1525 gehörte Ohrenbach neben Brettheim zu den ersten Dörfern in der Rothenburger Landwehr, die sich gegen die Obrigkeit erhoben. Dort bildete sich im März ein Bauernlager (Sammelpunkt der Aufständischen), von dem aus die Bauern zunächst nach Rothenburg und dann weiter in den Krieg zogen. Nach der Niederwerfung der Freiheitsbewegung wurde der Ort von den siegreichen Söldnertruppen der Fürsten geplündert und wohl teilweise zerstört, später zu einer erheblichen Strafzahlung (Brandschatzung) gezwungen. Ohrenbach gehörte seit ca. 1400 zum Fraischbezirk der Reichsstadt Rothenburg, der sogenannten Landwehr, die im Norden, Westen und Südwesten von der Landhege, einer leicht befestigten Grenze mit Gräben, Erdwällen und Hecken sowie einer Reihe von Türmen umgeben war. Ca. 1,5 km nordöstlich von Ohrenbach befand sich der Pfeinacher Landturm, dessen stattliche barocke Wappentafel heute in dem Einzelhof Landturm zwischen Ohrenbach und Hinterpfeinach eingemauert ist.
Mit dem Gemeindeedikt (frühes 19. Jahrhundert) wurden der Steuerdistrikt Ohrenbach gebildet. Zu diesem gehörten Gailshofen, Gumpelshofen, Oberscheckenbach und Reichardsroth. Zugleich entstand die Ruralgemeinde Ohrenbach, die deckungsgleich mit dem Steuerdistrikt war. Sie war in Verwaltung und Gerichtsbarkeit dem Landgericht Rothenburg zugeordnet und in der Finanzverwaltung dem Rentamt Rothenburg ob der Tauber (1919 in Finanzamt Rothenburg ob der Tauber umbenannt). Gumpelshofen wurde spätestens 1840 nach Oberscheckenbach umgemeindet. Ab 1862 übernahm das Bezirksamt Rothenburg ob der Tauber die Verwaltung (1939 in Landkreis Rothenburg ob der Tauber umbenannt) und das Stadt- und Landgericht Rothenburg ob der Tauber die Gerichtsbarkeit (1879 in Amtsgericht Rothenburg ob der Tauber umbenannt). Die Gemeinde Ohrenbach hatte 1964 eine Gebietsfläche von 11,449 km².

### Eingemeindungen
Im Zuge der Gebietsreform in Bayern wurde am 1. Januar 1972 die Gemeinde Oberscheckenbach und am 1. Mai 1978 die Gemeinde Habelsee eingegliedert.

### Einwohnerentwicklung
Von 1988 bis 2018 sank die Einwohnerzahl von 716 auf 614 um 102 bzw. um 14,3 %.
Gemeinde Ohrenbach
| Jahr      | 1818   | 1840   | 1852   | 1861   | 1867   | 1871   | 1875   | 1880   | 1885   | 1890   | 1895   | 1900   | 1905   | 1910   | 1919   | 1925   | 1933   | 1939   | 1946   | 1950   | 1961   | 1970   | 1987   | 1995 | 2005 | 2015   |
| Einwohner | 470    | 511    | 493    | 523    | 505    | 498    | 517    | 556    | 555    | 522    | 491    | 471    | 478    | 471    | 446    | 437    | 459    | 433    | 716    | 649    | 427    | 428    | 728    | 685  | 649  | 630    |
| Häuser    | 85     | 87     |        |        |        | 89     |        |        | 91     | 90     |        | 91     |        |        |        | 93     |        |        |        | 96     | 99     |        | 185    |      |      | 196    |
| Quelle    | [ 10 ] | [ 12 ] | [ 17 ] | [ 18 ] | [ 19 ] | [ 20 ] | [ 21 ] | [ 22 ] | [ 23 ] | [ 24 ] | [ 17 ] | [ 25 ] | [ 17 ] | [ 26 ] | [ 17 ] | [ 27 ] | [ 17 ] | [ 17 ] | [ 17 ] | [ 28 ] | [ 13 ] | [ 29 ] | [ 30 ] |      |      | [ 31 ] |

Ort Ohrenbach
| Jahr      | 001818 | 001840 | 001861 | 001871 | 001885 | 001900 | 001925 | 001950 | 001961 | 001970 | 001987 |
| Einwohner | 269    | 334    | 342    | 310    | 343    | *300   | *279   | *417   | *251   | *256   | *230   |
| Häuser    | 50     | 57     |        |        | 61     | *61    | *62    | *63    | *62    |        | *61    |
| Quelle    | [ 10 ] | [ 12 ] | [ 18 ] | [ 20 ] | [ 23 ] | [ 25 ] | [ 27 ] | [ 28 ] | [ 13 ] | [ 29 ] | [ 30 ] |

## Politik

### Gemeinderat
Nach der Gemeinderatswahl 2020 hat der Gemeinderat acht Mitglieder, die alle zur Fraktion Freie Wähler gehören. Die Wahlbeteiligung lag bei 73,87 %. Weiteres Mitglied und Vorsitzender des Gemeinderates ist der Bürgermeister.

### Bürgermeister
Johannes Hellenschmidt (Freie Wählergemeinschaft Ohrenbach) wurde am 16. März 2014 mit 59,04 % der Stimmen zum Bürgermeister gewählt und 2020 mit 93,04 % der Stimmen im Amt bestätigt. Sein Vorgänger war Robert Karr.

### Wappen und Flagge
Wappen
| Wappen von Ohrenbach | Blasonierung: „In Blau eine goldene Toranlage mit romanischem Torbogen, darin in Rot ein wachsender silberner Bischofsstab, oben rechts an goldener Stange eine silberne Fahne mit schwarzem Bundschuh, oben links ein links gewendeter golden bewehrter, silberner Reiherkopf.“ |
| Wappen von Ohrenbach | Wappenbegründung: Die Gemeinde Ohrenbach besteht seit 1978 aus den ehemals selbstständigen Gemeinden Ohrenbach, Habelsee und Oberscheckenbach. Die Toranlage stellt das ehemalige Johanniterspital in Reichardsroth dar. Der Bischofsstab im Torbogen weist auf Kilian, den ersten Bischof von Würzburg, hin, dem die Kirche in Oberscheckenbach geweiht ist. Die Farben Silber und Rot erinnern an die ehemalige Landesherrschaft der Reichsstadt Rothenburg im Gemeindegebiet. Die Bundschuhfahne bezieht sich auf den Bauernaufstand von 1525, der sich vor allem gegen Rothenburg richtete. Der Reiherkopf stammt aus dem Wappen der Familie Hübschmann und steht stellvertretend für die vielen Adels- und Patrizierfamilien, die auf Schloss Habelsee nachweisbar sind. Die Gemeinde Ohrenbach führt seit 1985 ein eigenes Wappen. |

Flagge
Die Gemeindeflagge ist weiß-blau-weiß.

## Baudenkmäler
- Pfarrkirche St. Johannes der Täufer
- Schloss Habelsee
- ehemalige Johanniterkommende in Reichardsroth

## Wirtschaft und Infrastruktur
Ohrenbach ist Mitglied im Tourismusverband Romantisches Franken.

## Verkehr
Die Kreisstraße AN 32 führt nach Habelsee (2,9 km östlich) bzw. nach Oberscheckenbach zur Staatsstraße 2419 (0,9 km südwestlich). Gemeindeverbindungsstraßen führen nach Gailshofen (0,9 km nordwestlich) und an Landthurm vorbei nach Hinterpfeinach (2,8 km nordöstlich). Ein Wirtschaftsweg führt nach Endsee zur Staatsstraße 2416 (3,2 km südöstlich).
Auf dem Gemeindegebiet liegen die beiden Autobahnraststätten Ohrenbach-Ost und Ohrenbach-West der Bundesautobahn 7.
Durch Ohrenbach verläuft der Fernwanderweg Zollernweg.